# Odalis Revé

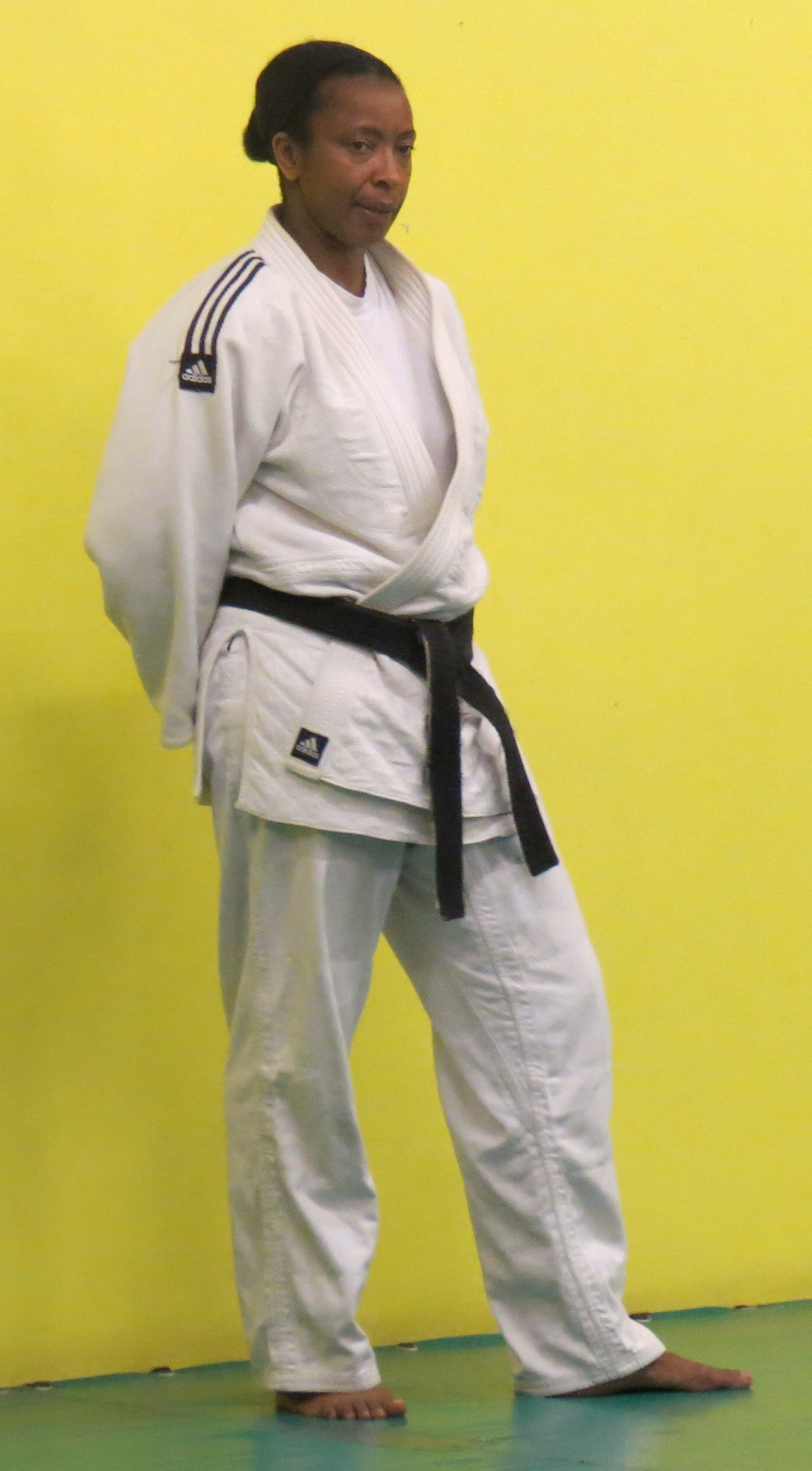
Odalis Revé (2013)

Odalis Revé Jimenéz (* 15. Januar 1970 in Sagua de Tánamo, Provinz Holguín) ist eine ehemalige kubanische Judoka. Sie gewann 1992 die erste olympische Goldmedaille im Mittelgewicht der Frauen.

## Sportliche Karriere
Die 1,73 m große Odalis Revé trat während ihrer ganzen Karriere im Mittelgewicht an. Ihre internationale Karriere begann sie mit dem Sieg bei den Panamerikanischen Meisterschaften 1988. Bei den Judo-Weltmeisterschaften 1989 in Belgrad unterlag sie im Halbfinale der Japanerin Hikari Sasaki, sicherte sich aber durch einen Sieg über die Britin Sharon Mills die Bronzemedaille. 1990 siegte sie wie 1988 bei den Panamerikanischen Meisterschaften. Im Februar 1991 gewann sie das Tournoi de Paris. Ende Juli erreichte sie bei den Weltmeisterschaften in Barcelona durch einen Sieg über die Japanerin Ryōko Fujimoto das Finale, dort unterlag sie der Italienerin Emanuela Pierantozzi. Zweieinhalb Wochen später siegte sie bei den Panamerikanischen Spielen vor heimischem Publikum in Havanna.    Bei der olympischen Premiere im Frauenjudo 1992 in Barcelona war das Mittelgewicht der dritte Wettbewerb. Im Finale traf Revé nach ihrem Halbfinalsieg über die Britin Kate Howey wie im Weltmeisterschaftsfinale 1991 auf Emanuela Pierantozzi, nach vier Minuten stand die Kubanerin als Siegerin fest. Ende 1992 siegte Revé einmal mehr bei den Panamerikanischen Meisterschaften. 
1993 siegte sie zum zweiten Mal beim Tournoi de Paris. Bei den Weltmeisterschaften in Hamilton unterlag Revé im Viertelfinale der späteren Weltmeisterin Cho Min-sun aus Südkorea. Mit drei Siegen in der Hoffnungsrunde erkämpfte sie sich aber noch eine Bronzemedaille. 1994 gewann sie zum dritten Mal das Tournoi de Paris und zum vierten Mal die Panamerikanischen Meisterschaften. Bei den Panamerikanischen Spielen 1995 gewannen die Kubanerinnen alle Gewichtsklassen. Revé siegte im Finale über Liliko Ogasawara aus den Vereinigten Staaten. Ein halbes Jahr später erhielt die Kubanerin bei den Weltmeisterschaften in Chiba nach ihrer Finalniederlage gegen Cho Min-sun die Silbermedaille, es war ihre vierte Weltmeisterschaftsmedaille. In ihrem letzten großen Wettkampf bei den Olympischen Spielen 1996 in Atlanta unterlag Revé im Achtelfinale der Französin Alice Dubois. Nach zwei Siegen in der Hoffnungsrunde verlor die Kubanerin den Kampf um Bronze gegen die Niederländerin Claudia Zwiers und belegte den fünften Platz.

## Kubanische Meistertitel
- Mittelgewicht: 1988, 1989, 1990, 1991, 1992, 1993, 1994[1]